# Órzhiv
Órzhiv (ucraniano: О́ржів; polaco: Orzew) es un asentamiento de tipo urbano de Ucrania, constituido administrativamente como una pedanía del municipio de Klevan, en el raión de Rivne de la óblast de Rivne.
En 2017, el asentamiento tenía una población de 3975 habitantes.
Se ubica junto a la confluencia de los ríos Ustia y Horýn, unos 5 km al este de la capital municipal Klevan.

## Historia
Se conoce la existencia del pueblo en documentos desde el siglo XVI. En el Imperio ruso, el pueblo pertenecía al uyezd de Rovno en la gobernación de Volinia, y a principios del siglo XX ya tenía más de mil habitantes. En 1943 era lugar de refugio de polacos de la zona contra el Ejército Insurgente Ucraniano, que acabó llevando a cabo un gran ataque contra el pueblo, huyendo los polacos a Klevan. La RSS de Ucrania reconstruyó el pueblo en los años posteriores con ucranianos, desarrollándolo en torno a la reconstrucción de una fábrica de madera que había sido quemada en 1943. En 1959, adoptó el estatus de asentamiento de tipo urbano. Tuvo su propio ayuntamiento, sin pedanías, hasta que en 2017 se integró en el actual municipio de Klevan.